# Badminton-Junioreneuropameisterschaft 1971
Die Badminton-Junioreneuropameisterschaft 1971 fand vom 16. bis zum 18. April 1971 in Gottwaldov statt.

## Medaillengewinner
| Disziplin    | Gold                        | Silber                          | Bronze                                 |
| ------------ | --------------------------- | ------------------------------- | -------------------------------------- |
| Herreneinzel | Rob Ridder                  | Søren Christensen               | Viggo Christiansen                     |
| Herreneinzel | Rob Ridder                  | Søren Christensen               | Ulrik Bo Hansen                        |
| Dameneinzel  | Anne Berglund               | Marjan Luesken                  | Monika Thiere                          |
| Dameneinzel  | Anne Berglund               | Marjan Luesken                  | Lučka Križman                          |
| Herrendoppel | Peter Gardner John Stretch  | Sven Kellermalm Häkan Linnarson | Anders Andersen Ulrik Bo Hansen        |
| Herrendoppel | Peter Gardner John Stretch  | Sven Kellermalm Häkan Linnarson | Søren Christiansen Viggo Christiansen  |
| Damendoppel  | Anne Berglund Lene Køppen   | Nora Gardner Barbara Giles      | Lone Rasmussen Susanne Mølgaard Hansen |
| Damendoppel  | Anne Berglund Lene Køppen   | Nora Gardner Barbara Giles      | Marjan Luesken Henny Wesdorp           |
| Mixed        | Peter Gardner Barbara Giles | John Stretch Nora Gardner       | Viggo Christiansen Lene Køppen         |
| Mixed        | Peter Gardner Barbara Giles | John Stretch Nora Gardner       | Rob Ridder Marjan Luesken              |

## Resultate

### Halbfinale
| Disziplin    | Sieger                          | Finalist                               | Ergebnis            |
| ------------ | ------------------------------- | -------------------------------------- | ------------------- |
| Herreneinzel | Rob Ridder                      | Viggo Christiansen                     | 15–12, 10–15, 15–10 |
| Herreneinzel | Søren Christensen               | Ulrik Bo Hansen                        | 15–2, 15–9          |
| Dameneinzel  | Marjan Luesken                  | Monika Thiere                          | 11–1, 3–11, 11–3    |
| Dameneinzel  | Anne Berglund                   | Lučka Križman                          | 11–0, 11–4          |
| Herrendoppel | John Stretch Peter Gardner      | Anders Andersen Ulrik Bo Hansen        | 14–17, 15–7, 15–10  |
| Herrendoppel | Häkan Linnarson Sven Kellermalm | Søren Christiansen Viggo Christiansen  | 8–15, 15–8, 15–11   |
| Damendoppel  | Barbara Giles Nora Gardner      | Lone Rasmussen Susanne Mølgaard Hansen | 15–5, 15–6          |
| Damendoppel  | Anne Berglund Lene Køppen       | Henny Wesdorp Marjan Luesken           | 15–13, 15–9         |
| Mixed        | Peter Gardner Barbara Giles     | Viggo Christiansen Lene Køppen         | 15–13, 17–14        |
| Mixed        | John Stretch Nora Gardner       | Rob Ridder Marjan Luesken              | 15–9, 15–11         |

### Finale
| Disziplin    | Sieger                      | Finalist                        | Ergebnis            |
| ------------ | --------------------------- | ------------------------------- | ------------------- |
| Herreneinzel | Rob Ridder                  | Søren Christensen               | 15–10, 15–10        |
| Dameneinzel  | Anne Berglund               | Marjan Luesken                  | 11–2, 12–9          |
| Herrendoppel | John Stretch Peter Gardner  | Häkan Linnarson Sven Kellermalm | 18–13, 12–15, 18–15 |
| Damendoppel  | Anne Berglund Lene Køppen   | Barbara Giles Nora Gardner      | 15–11, 15–7         |
| Mixed        | Peter Gardner Barbara Giles | John Stretch Nora Gardner       | 17–16, 18–14        |